# Mateusz Rębecki
Mateusz Rębecki (ur. 3 listopada 1992 w Gryficach) – polski zawodnik MMA wagi lekkiej oraz grappler. W latach 2018-2022 mistrz organizacji FEN w wadze lekkiej. Członek klubu Berserkers Team Poland w Szczecinie. Posiadacz czarnego pasa w brazylijskim jiu-jitsu. Od 30 sierpnia 2022 roku jest zawodnikiem UFC.

## Kariera MMA

### Początki kariery
Zawodowy debiut odnotował w swoim rodzinnym mieście 5 kwietnia 2014 roku na gali Fight Night Gryf Arena 1, podczas której pokonał przez poddanie dźwignią skrętowa na staw skokowy w 49 sekundzie pierwszej rundy Pawła Zegara. Dwa miesiące później podczas gali Arena Berserkerów 6 w Policach stoczył drugą zawodową walkę, w której w identyczny, ale nieco późniejszy czasowo sposób pokonał bardziej doświadczonego rywala z Białorusi, Siamiona Tyrłę.
Podczas gali MMA Koszalin: Polska vs. Ukraina, która odbyła się 9 sierpnia 2014 roku zmierzył się z Ukraińcem, Ołehem Obrewko. Kolejny raz zwyciężył przez poddanie rywala dźwignią skrętową na staw skokowy w pierwszej odsłonie.
Pierwszą i jak dotąd jedyną porażkę poniósł 20 września 2014 roku na gali GA: Fight Night 2, przegrywając przez nokaut w drugiej rundzie z niepokonanym w tamtym momencie Pawłem Kiełkiem.

### FEN i walka dla Battlefield FC
W 2015 roku związał się długoterminowym kontraktem z czołową polską organizacją Fight Exclusive Night. Debiut dla nowego pracodawcy odnotował w Kołobrzegu 31 lipca 2015 na gali FEN 8: Summer Edition, w starciu z Jackiem Kreftem. Rębecki poddał rywala dźwignią na staw łokciowy w pierwszej rundzie. Po tej gali organizacja Fight Exclusive Night dodatkowo nagrodziła Rębeckiego bonusem finansowym za najlepsze poddanie wieczoru tamtej gali.
Powrót do walk MMA po dłuższej przerwie odbył 14 stycznia 2017 podczas gali FEN 15: Final Strike w Lubinie, gdzie po trzech rundach jednogłośną decyzją sędziowską zwyciężył z określanym; weteranem polskiej sceny MMA, Adamem Golonkiewiczem.
12 sierpnia 2017 podczas gali FEN 18: Summer Edition pokonał przez poddanie werbalne dźwignią na staw łokciowy Ukraińca, Dmytro Gołbajewa.
10 marca 2018 na gali FEN 20: Next Level po pokonaniu doświadczonego Mariana Ziółkowskiego zdobył pas mistrzowski federacji Fight Exclusive Nigh w kategorii lekkiej. Mistrzowskie starcie w Warszawie zakończył przez TKO w czwartej rundzie, trafiając rywala ciosem na korpus (wątrobę), po którym ten upadł i w wyniku bólu odklepał w matę, po czym to wszystko przerwał sędzia główny. Po gali nokaut nowego mistrza na rywala został dodatkowo nagrodzony bonusem za najlepszy nokaut wieczoru tamtej gali.
Tytuł mistrzowski po raz pierwszy obronił 20 października 2018 na gali FEN 22: Poznań Fight Night, podczas której skrzyżował rękawice z Łukaszem Koperom. Rębecki pokonał pretendenta do tytułu w trzeciej rundzie przez TKO (ciosy pięściami w parterze). Po gali obaj zawodnicy zostali docenieni przez federację FEN bonusem za najlepszą walkę wieczoru tamtej imprezy.
12 stycznia 2019 podczas gali FEN 23 w swojej drugiej obronie pasa mistrzowskiego Fight Exclusive Night skrzyżował rękawice z Francuzem, Daguirem Imawowem. Starcie zakończyło się po pierwszej rundzie, w której to Imawow w czasie walki z Rębeckim złamał żebro, przez co nie mógł wyjść do drugiej rundy i ostatecznie został poddany przez swój narożnik.
Następną swoją walkę stoczył poza organizacją Fight Exclusive Night. 28 lipca 2019 w chińskim Makau na gali Battlefield FC 2 wygrał przez techniczny nokaut z Brazylijczykiem, Kaikiem Brito, którego rozbił z pozycji krucyfiksu łokciami w parterze.
18 stycznia 2020 podczas gali FEN 27 w Szczecinie i trzeciej obronie pasa mistrzowskiego w kategorii lekkiej technicznie znokautował w drugiej rundzie Rosjanina, Magomieda Magomiedowa.
13 czerwca 2020 na gali FEN 28: Lotos Fight Night w czwartej obronie tytułu mistrzowskiego FEN pokonał już w pierwszej rundzie przez TKO Brazylijczyka, Fabiano Silvę da Conceicao.
20 lutego 2021 podczas wydarzenia FEN 32: Lotos Fight Night Warszawa pokonał przez nokaut lewym sierpowym w pierwszej odsłonie Argentyńczyka, Jose Barriosa Vargasa oraz obronił po raz piąty swoje mistrzostwo w wadze lekkiej. Trzy dni po gali nokaut Chińczyka na rywalu został nagrodzony bonusem finansowym.
Na gali FEN 36: Fight Night Szczecin przystąpił do szóstej obrony tytułu mistrzowskiego. Rębecki błyskawicznie w 16 sekundzie pokonał przez TKO Brazylijczyka, Felipe Maia’e.
Na kolejnej gali FEN 37: Energa Fight Night Wrocław, która odbyła się 27 listopada 2021 siódmy raz obronił mistrzowski pas, pokonując Rosjanina walczącego pod flagą Armenii, Arkadija Osipjana. Po 25 minutach walki sędziowie punktowi byli jednogłośni w swoim werdykcie.

### Dana White’s Contender Series
29 kwietnia 2022 doniesienia medialne podały informację o tym, że Rębecki weźmie udział w jednej z nadchodzących edycji programu Dana White’s Contender Series, w którym uczestnicy podczas poszczególnych sezonów na galach DWCS muszą zwyciężyć walkę w dobrym stylu, co gwarantuje podpisanie kontraktu z najlepszej federacją MMA na świecie – Ultimate Fighting Championship. Podczas gali Dana White’s Contender Series 2022: Week 6, która odbyła się 30 sierpnia 2022 w Las Vegas, zmierzył się z Brazylijczykiem, Rodrigo Lidio. Początkowo starcie zawodników planowano na wydarzenie Dana White’s Contender Series 2022: Week 3 w terminie 9 sierpnia. Rębecki w nowym terminie walki pokonał Lídio przez poddanie w pierwszej rundzie, dzięki czemu otrzymał kontrakt z UFC. Po tym pojedynku, Dana White – prezes UFC, będąc zachwycony występem Rębeckiego, nadał mu nowy pseudonim „Rebeastie”.

### UFC
W listopadzie 2022 roku menadżer Rębeckiego – Łukasz Orzeł poinformował, że jego zawodnik zadebiutuje pod szyldem amerykańskiego giganta 14 stycznia 2023 na UFC Fight Night: Gastelum vs. Imavov. Pierwotnie rywalem Rębeckiego na tej gali miał być Wenezuelczyk, Omar Morales, jednak w grudniu, jak poinformowała grupa menadżerska First Round MGMT, ten musiał wycofać się z tego starcia. Ostatecznie nowym przeciwnikiem Chińczyka był niepokonany Amerykanin, Nick Fiore. Rębecki udanie zadebiutował w oktagonie największej organizacji MMA na świecie, zwyciężając jednogłośnie na wszystkich kartach punktowych.
24 czerwca 2023 podczas gali UFC on ABC 5: Emmett vs. Topuria zmierzył się z Tadżykiem, Loikem Radzhabovem. Podczas ważenia rywal Rębeckiego nie wykonał wagi, w rezultacie 20% z jego gaży trafiło do Chińczyka. Rębecki znokautował swojego rywala lewym sierpowym w drugiej rundzie.
11 listopada 2023 na gali UFC 295 w legendarnej hali Madison Square Garden w Nowym Jorku stoczył walkę z uczestnikiem programu The Ultimate Fighter 31, Rooseveltem Robertsem. Rębecki poddał rywala balachą już w pierwszej rundzie. Pierwotnym przeciwnikiem Rębeckiego miał być reprezentant Tadżykistanu, Nurullo Aliev, jednak ten doznał kontuzji lewej nogi, która wyklucza go z pojedynku z „Rebeastim''.
28 marca 2024 podczas programu Koloseum – Magazyn sportów walki został wyróżniony statuetką Herakles w aż dwóch kategoriach m.in. Poddanie Roku 2023 (na Rooseveltsie Robertsie) oraz Zawodnik Roku 2023.
Oczekiwano, że na gali UFC Fight Night 243, która odbędzie się 27 kwietnia 2024 stoczy swój czwarty pojedynek w amerykańskiej organizacji. Na tym wydarzeniu jego rywalem miał być Hiszpan, Joel Alvarez, jednak ten wycofał się z pojedynku na kilkanaście dni przed tym wydarzeniem, przez co występ Rębeckiego został przeniesiony. Ostatecznie czwartą walkę dla UFC stoczył w terminie 11 maja w Saint Louis. Jego rywalem był reprezentant Brazylii, Carlos Diego Ferreira. Niespodziewanie mimo pozycji największego faworyta na karcie walk, doznał drugiej zawodowej porażki w karierze, przegrywając przez techniczny nokaut w trzeciej rundzie. Dla Rębeckiego była to pierwsza porażka od 10 lat.
Podczas gali UFC 308, która odbyła się 26 października 2024 w Abu Zabi zmierzył się z reprezentantem Kirgistanu, Myktybekiem Orolbaiem. Rębecki zwyciężył walkę niejednogłośnie na kartach punktowych. Dwóch sędziów przyznało mu pierwszą oraz trzecią rundę, zaś jeden punktant tylko pierwszą odsłonę. Po walce otrzymał od amerykańskiej organizacji pierwszy bonus za walkę wieczoru.
2 sierpnia 2025 na gali UFC Fight Night: Albazi vs. Taira doszło do jego walki z Chrisem Duncanem. Przegrał przez jednogłośną decyzję sędziów. Pojedynek zawodników został nagrodzony bonusem za najlepszą walkę wieczoru.

## Osiągnięcia i nagrody

### Submission fighting
- 2014: Ekskluzywny Turniej Rangarok 3 NO-GI (-84 kg) – Srebrny Medal, Poddanie Turnieju – Latająca Balaha na Marcinie Bandelu
- 2014: X Mistrzostwa Polski ADCC PRO (-76 kg) – Brązowy Medal, Berserkers Team – Złoto Drużynowo
- 2015: XI Mistrzostwa Polski ADCC PRO (-76 kg) – Złoty Medal (OPEN) – Złoty Medal, Berserkers Team – Złoto Drużynowo, Warszawa[60]

### Brazylijskie jiu-jitsu
- 2015: XI Mistrzostwa Polski BJJ Adult Brown (-82,3 kg) – Brązowy Medal, Berserkers Team – Złoto Drużynowo, Poznań[61]
- 2016: XII Mistrzostwa Polski BJJ Adult Brown (-76 kg) – Brązowy Medal, Berserkers Team – Złoto Drużynowo
- 2016: Mistrzostwa Europy Senior – Ne-Waza System Men (-77 kg) – Brązowy Medal, Gandawa
- 2016: Paris Open Senior Ne-Waza (-77 kg) – Srebrny Medal[62], Paryż
- 2016: German Open Senior Ju-jitsu Ne-Waza (-77 kg) – Srebrny Medal, Gelsenkirchen[63]
- 2017: XIII Mistrzostwa Polski BJJ Adult Brown (-76 kg) – Złoty Medal, Berserkers Team – Złoto Drużynowo, Poznań[64]
- 2017: Mistrzostwa Europy Senior Ne-Waza (-77 kg) – Brązowy Medal, Banja Luka[65]
- 2017: Mistrzostwa Polski Ju-jitsu Senior Ne-Waza, Duo (-77 kg) – Brązowy Medal, Kraków[66]
- 2018: Czarny pas[67]
- 2019: XV Mistrzostwa Polski w BJJ Adult Black (-82,3 kg) – Brązowy Medal, Katowice[68]

### Mieszane sztuki walki
- Fight Exclusive Night
  - 2018–2022: mistrz FEN w wadze lekkiej[15]
  - Bonus za poddanie wieczoru (raz) vs. Jacek Kreft (2015)[11]
  - Bonus za nokaut wieczoru (dwa razy) vs. Marian Ziółkowski (2018)[16], Jose Barrios Vargas (2021)[26]
  - Bonus za walkę wieczoru (raz) vs. Łukasz Kopera (2018)[19]
- Herakles
  - 2024: Herakles w kategorii Poddanie Roku 2023[46]
  - 2024: Herakles w kategorii Zawodnik Roku 2023[47]
  - 2025: Herakles w kategorii Walka Roku 2024[69]
- Ultimate Fighting Championship
  - Bonus za walkę wieczoru (dwa razy) vs. Myktybek Orolbai (2024)[56],  Chris Duncan (2025)[59]

## Lista zawodowych walk w MMA
| Wynik     | Bilans | Przeciwnik (bilans przed walką) | Rozstrzygnięcie                               | Runda | Czas | Rozgrywki                                  | Data       | Miejsce      | Uwagi                                                                                             |
| --------- | ------ | ------------------------------- | --------------------------------------------- | ----- | ---- | ------------------------------------------ | ---------- | ------------ | ------------------------------------------------------------------------------------------------- |
| Przegrana | 20-3   | Chris Duncan (13-2)             | Decyzja (jednogłośna)                         | 3     | 5:00 | UFC Fight Night: Taira vs. Park            | 02.08.2025 | Las Vegas    | Bonus za walkę wieczoru. Co-Main Event.                                                           |
| Wygrana   | 20-2   | Myktybek Orolbai (13-1-1)       | Decyzja (niejednogłośna)                      | 3     | 5:00 | UFC 308                                    | 26.10.2024 | Abu Zabi     | Limit umowny -72,5 kg. Orolbai nie wypełnił pierwotnego limitu wagowego. Bonus za walkę wieczoru. |
| Przegrana | 19-2   | Carlos Diego Ferreira (18-5)    | TKO (ciosy pięściami)                         | 3     | 4:51 | UFC Fight Night: Lewis vs. Nascimento      | 11.05.2024 | Saint Louis  |                                                                                                   |
| Wygrana   | 19-1   | Roosevelt Roberts (12-3)        | Poddanie (dźwignia prosta na staw łokciowy)   | 1     | 3:08 | UFC 295                                    | 11.11.2023 | Nowy Jork    |                                                                                                   |
| Wygrana   | 18-1   | Loik Radzhabov (17-4-1)         | TKO (lewy sierpowy)                           | 2     | 2:36 | UFC on ABC 5: Emmett vs. Topuria           | 24.06.2023 | Jacksonville | Limit umowny -71,3 kg. Radzhabov nie wykonał wagi.                                                |
| Wygrana   | 17-1   | Nick Fiore (6-0)                | Decyzja (jednogłośna)                         | 3     | 5:00 | UFC Fight Night: Strickland vs. Imavov     | 14.01.2023 | Las Vegas    | Debiut w UFC.                                                                                     |
| Wygrana   | 16-1   | Rodrigo Lídio (12-2)            | Poddanie (duszenie zza pleców)                | 1     | 3:05 | Dana White’s Contender Series 2022: Week 6 | 30.08.2022 | Las Vegas    | Pojedynek o kontrakt z UFC.                                                                       |
| Wygrana   | 15-1   | Arkadij Osipjan (7-2)           | Decyzja (jednogłośna)                         | 5     | 5:00 | FEN 37: Energa Fight Night Wrocław         | 27.11.2021 | Wrocław      | Obronił pas mistrzowski FEN w wadze lekkiej. Main Event                                           |
| Wygrana   | 14-1   | Felipe Maia (10-4)              | TKO (ciosy w stójce i parterze)               | 1     | 0:16 | FEN 36: Fight Night Szczecin               | 16.10.2021 | Szczecin     | Obronił pas mistrzowski FEN w wadze lekkiej. Main Event                                           |
| Wygrana   | 13-1   | Jose Barrios Vargas (11-1)      | KO (cios lewy prosty)                         | 1     | 0:48 | FEN 32: Lotos Fight Night Warszawa         | 20.02.2021 | Warszawa     | Obronił pas mistrzowski FEN w wadze lekkiej. Bonus za nokaut wieczoru. Main Event                 |
| Wygrana   | 12-1   | Fabiano Silva (30-12-1)         | TKO (ciosy pięściami w parterze)              | 1     | 4:36 | FEN 28: Lotos Fight Night                  | 13.06.2020 | Nieporaz     | Obronił pas mistrzowski FEN w wadze lekkiej. Main Event                                           |
| Wygrana   | 11-1   | Magomied Magomiedow (12-2)      | TKO (łokcie w parterze z krucyfiksu)          | 2     | 4:29 | FEN 27: Rębecki vs. Magomedov              | 18.01.2020 | Szczecin     | Obronił pas mistrzowski FEN w wadze lekkiej. Main Event                                           |
| Wygrana   | 10-1   | Kaik Brito (12-1)               | TKO (łokcie w parterze z krucyfiksu)          | 3     | 4:30 | Battlefield FC 2                           | 27.07.2019 | Makau        |                                                                                                   |
| Wygrana   | 9-1    | Daguir Imawow (12-2-1)          | TKO (przerwanie przez narożnik)               | 1     | 5:00 | FEN 23: Rebecki vs. Imavov                 | 12.01.2019 | Lubin        | Obronił pas mistrzowski FEN w wadze lekkiej. Main Event                                           |
| Wygrana   | 8-1    | Łukasz Kopera (8-2)             | TKO (ciosy pięściami w parterze)              | 3     | 0:52 | FEN 22: Poznań Fight Night                 | 20.10.2018 | Poznań       | Obronił pas mistrzowski FEN w wadze lekkiej. Bonus za walkę wieczoru. Co-Main Event               |
| Wygrana   | 7-1    | Marian Ziółkowski (18-5-1)      | TKO (cios na wątrobę)                         | 4     | 3:49 | FEN 20: Next Level                         | 10.03.2018 | Warszawa     | Zdobył pas mistrzowski FEN w wadze lekkiej. Bonus za nokaut wieczoru. Co-Main Event               |
| Wygrana   | 6-1    | Dmytro Gołbajew (2-1)           | Poddanie werbalne (dźwignia na staw łokciowy) | 3     | 4:59 | FEN 18: Summer Edition                     | 12.08.2017 | Koszalin     |                                                                                                   |
| Wygrana   | 5-1    | Adam Golonkiewicz (11-9)        | Decyzja (jednogłośna)                         | 3     | 5:00 | FEN 15: Final Strike                       | 14.01.2017 | Lubin        |                                                                                                   |
| Wygrana   | 4-1    | Jacek Kreft (5-2)               | Poddanie (dźwignia na staw łokciowy)          | 1     | 4:12 | FEN 8: Summer Edition                      | 31.07.2015 | Kołobrzeg    | Debiut w FEN. Bonus za poddanie wieczoru.                                                         |
| Przegrana | 3-1    | Paweł Kiełek (4-0)              | KO (ciosy pięściami)                          | 2     | 1:30 | GA: Fight Night 2                          | 20.09.2014 | Gryfice      | Main Event                                                                                        |
| Wygrana   | 3-0    | Ołeh Obrewko (2-1)              | Poddanie (dźwignia skrętowa na staw skokowy)  | 1     | 1:45 | MMA Koszalin: Polska vs. Ukraina           | 09.08.2014 | Koszalin     |                                                                                                   |
| Wygrana   | 2-0    | Siamion Tyrła (10-7)            | Poddanie (dźwignia skrętowa na staw skokowy)  | 1     | 2:34 | Arena Berserkerów 6: Exped Cup             | 07.06.2014 | Police       |                                                                                                   |
| Wygrana   | 1-0    | Paweł Zegar (2-1)               | Poddanie (dźwignia skrętowa na staw skokowy)  | 1     | 0:49 | Fight Night Gryf Arena 1                   | 05.04.2014 | Gryfice      | Main Event                                                                                        |